# 팍타군
팍타군은 우따라딧주의 행정 구역이다. 이 지역의 총 인구 수는 2008년 기준으로 15128명이다. 인구 밀도는 24.2km2이다.

## 행정 구역
| 번호 | 지명      | 태국어 지명 | 빌리지 | 인구  |
| ---- | --------- | ----------- | ------ | ----- |
| 1.   | Fak Tha   | ฟากท่า       | 11     | 5,190 |
| 2.   | Song Khon | สองคอน      | 11     | 3,379 |
| 3.   | Ban Siao  | บ้านเสี้ยว     | 06     | 3,392 |
| 4.   | Song Hong | สองห้อง      | 05     | 3,167 |

1. ↑  “Population statistics 2008”. Department of Provincial Administration. 2009년 8월 20일에 원본 문서에서 보존된 문서.